# Хас, Эрик
Эрик Майкл Хас (англ. Eric Michael Haase, 18 декабря 1992, Уэстленд, Мичиган) — американский бейсболист, кэтчер и аутфилдер клуба Главной лиги бейсбола «Детройт Тайгерс».

## Биография
Эрик Хас родился 18 декабря 1992 года в Уэстленд в штате Мичиган. Он окончил католическую старшую школу Дивайн Чайлд в Дирборне. В составе её бейсбольной команды Хас дважды побеждал в чемпионате штата. В последнем сезоне выступлений он отбивал с показателем 49,5 %, выбил четырнадцать хоум-ранов и набрал 54 RBI. По итогам 2011 года он стал обладателем титула «Мистер Бейсбол» в Мичигане. В седьмом раунде драфта Главной лиги бейсбола 2011 года Хас был выбран клубом «Кливленд Индианс». После этого он отказался от намерения поступать в университет штата Огайо и подписал профессиональный контракт, получив бонус в размере 580 тысяч долларов.
В сезоне 2012 года Хас выступал за фарм-команду «Детройта» в Аризонской лиге, где вошёл в десятку лучших силовых бьющих. Перед началом следующего чемпионата он был переведён в состав «Лейк Каунти Кэпитанс» из Лиги Среднего Запада. В 2013 году он сыграл за «Кэпитанс» 104 матча, отбивал с показателем 23,7 % и выбил четырнадцать хоум-ранов. По ходу сезона 2014 года он был переведён в «Каролину Мадкэтс», где в 47 сыгранных матчах его эффективность на бите составила всего 19,0 %. Следующий чемпионат Хас провёл в составе «Линчберг Хиллкэтс», выигравших Северный дивизион Каролинской лиги.
В течение следующих двух лет Хас выступал на уровне AA-лиги в составе «Акрон Раббер Дакс». Во второй половине сезона 2017 года он был переведён в «Коламбус Клипперс». По ходу чемпионата в составе двух команд он выбил 27 хоум-ранов, обновив личный рекорд. В ноябре «Индианс» внесли Хаса в расширенный состав клуба. В чемпионате 2018 года он провёл за «Клипперс» 120 матчей, отбивая с показателем 23,6 %. В сентябре он был вызван в основной состав «Кливленда» и дебютировал в Главной лиге бейсбола. Почти весь сезон 2019 года он провёл в составе Клипперс, где отбивал с эффективностью 22,6 %. За Индианс Хас сыграл девятнадцать матчей. В межсезонье он был обменян в «Детройт Тайгерс».
В сокращённом из-за пандемии COVID-19 сезоне 2020 года Хас сыграл за «Тайгерс» в семи матчах.